# جیل شولن
جیل شولن (انگلیسی: Jill Schoelen؛ زادهٔ ۲۱ مارس ۱۹۶۳) هنرپیشه، موسیقی‌دان اهل ایالات متحده آمریکا است.
از فیلم‌ها یا برنامه‌های تلویزیونی که وی در آن نقش داشته‌است می‌توان به شبح اپرا، ناپدری و چسفیل اشاره کرد.